# ブリヂストンサイクル

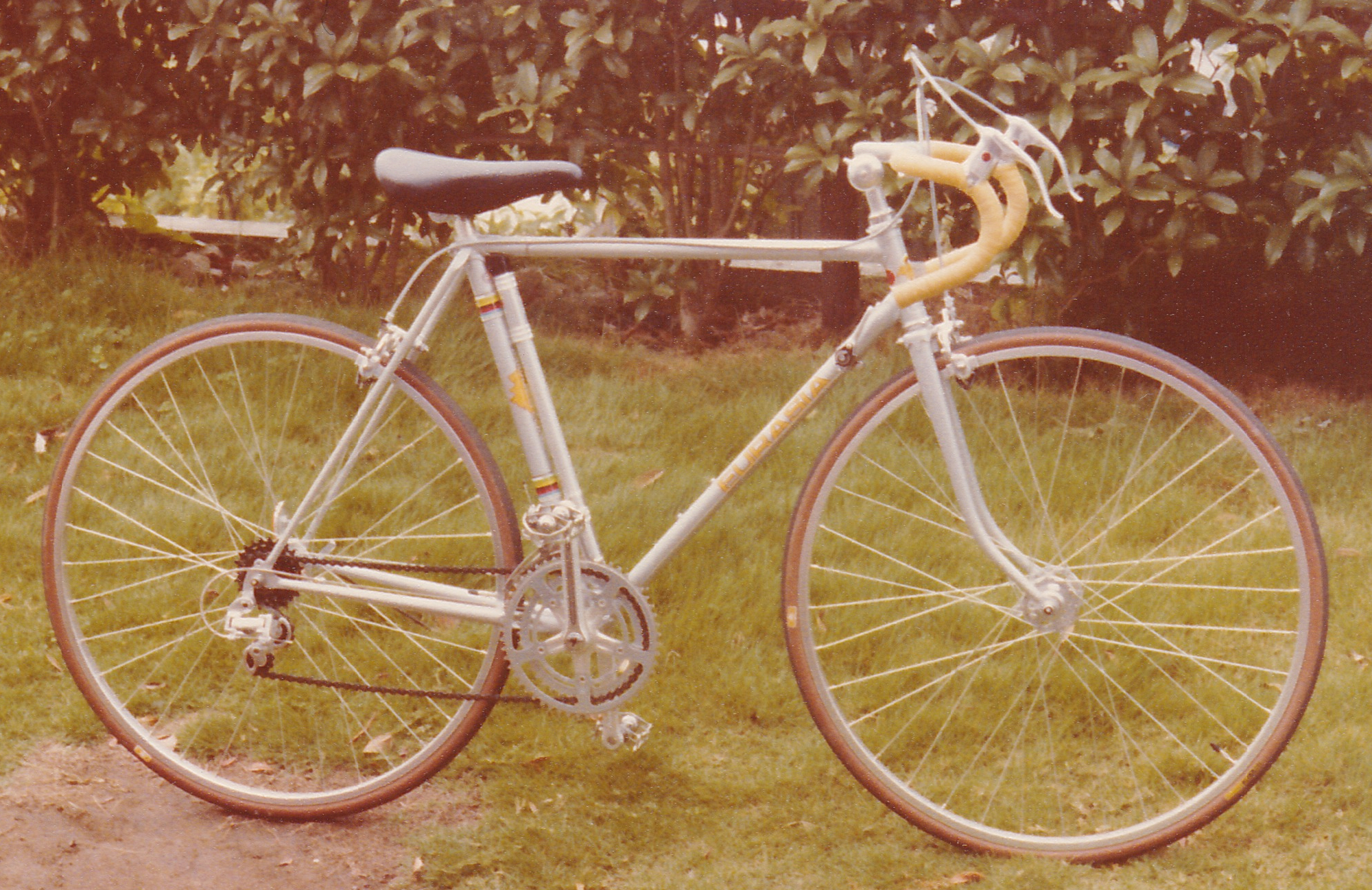
ユーラシア ファースト ライディング （1978年）

ブリヂストンサイクル株式会社（Bridgestone Cycle CO.,LTD. ）は、埼玉県上尾市に本社をおく自転車の製造・販売を行う会社。

## 概要
1949年10月3日、アサヒコーポレーションのタイヤ部（現ブリヂストン）から自転車部門が分離・独立して「ブリッヂストン自転車株式会社」として設立された。1951年10月25日にブリヂストン自転車株式会社に改称。
関連会社だった「ブリヂストン工機」（1953年大谷機械工業として設立。1978年に社名変更）を1997年に合併しているが、2007年に工機部門（工機事業本部）とブリヂストンエンジニアリング東日本株式会社、ブリヂストンエンジニアリング西日本株式会社を統合しブリヂストンプラントエンジニアリング株式会社を設立した。
1959年1月、自転車の販売業務を親会社ブリヂストンタイヤに委譲した。マーケティングやコンセプトづくりを担うブリヂストンタイヤの自転車部門から、ワークオーダーを受けるという仕組みになり、1960年に「ブリヂストンサイクル工業株式会社」に社名を変更する。1971年、販売業務を譲り受け、1976年に現在の社名となる。以来独自のベルトドライブシステム（1982年開発 1987年全国発明特別賞受賞）、オーダーメイド自転車の生産（1988年）、また暗所でライトが自動点灯する「点灯虫」（1991年）、後輪錠とハンドルのダブルロックシステム「一発二錠」（2003年）など独自のシステムを多用した自転車を多数開発している。
親会社ブリヂストンはタイヤメーカーである。しかし、ブリヂストン銘柄の自転車タイヤはOEM販売のみで、自社・親会社では自転車タイヤの製造をしていない。
1970年代には児童向け自転車シリーズ「ドレミ」のイメージキャラクターとして、当時の人気アイドルだった天地真理、アグネス・チャンを起用し、その名を冠した「ドレミ真理ちゃん」「ドレミアグネス」といったシリーズを発売した。また特撮テレビドラマ『仮面ライダー』の人気が上昇すると、ライダーの愛車「改造サイクロン」同様のフェアリングを前面に取り付けた「ドレミサイクロン」を発売、『ライダー』劇中でも「少年仮面ライダー隊」の愛車として使用した。1984年にはセリーヌからブランドライセンスを買い、同社の銘を冠した「シルエット　セリーヌ」を30台限定で製作販売（このうちの一台が『古畑任三郎』で使用されている）。
1964年に自転車競技部を創部。現在もサイクルレーシングチーム「チーム ブリヂストン サイクリング」を保有している。アンカーは、ブリヂストンのレースモデルを主としたブランドである。1999年にブリヂストンサイクルレーシングチームから改称したもので、この際選手も全員プロ登録した。ブリヂストンおよびアンカーのブランドで競輪用のフレームも製造している。

## CMキャラクター
- 大友花恋

## 歴代CMモデル
- 天地真理（ドレミまりちゃん）
- アグネス・チャン（ドレミアグネス）
- 観月ありさ
- 菅野美穂
- 柳明日香
- はな
- 上野樹里
- 夏帆
- 志田未来
- 川口春奈
- 松坂慶子（グレース）
- 中野浩一（スラッガー）
- ザ・ドリフターズ（ヤングウェイ シンクロメモリー）
- ルート・フリット、フランコ・バレージ、ダニエレ・マッサーロ（点灯虫・ロッソネロ）
- 所ジョージ（アルミグラ カルカマ）
- 山本陽子（ワンタッチピクニカ）

## ブランド

### 主なモデル
- アンカー
- クロスファイヤー
- アシスタ

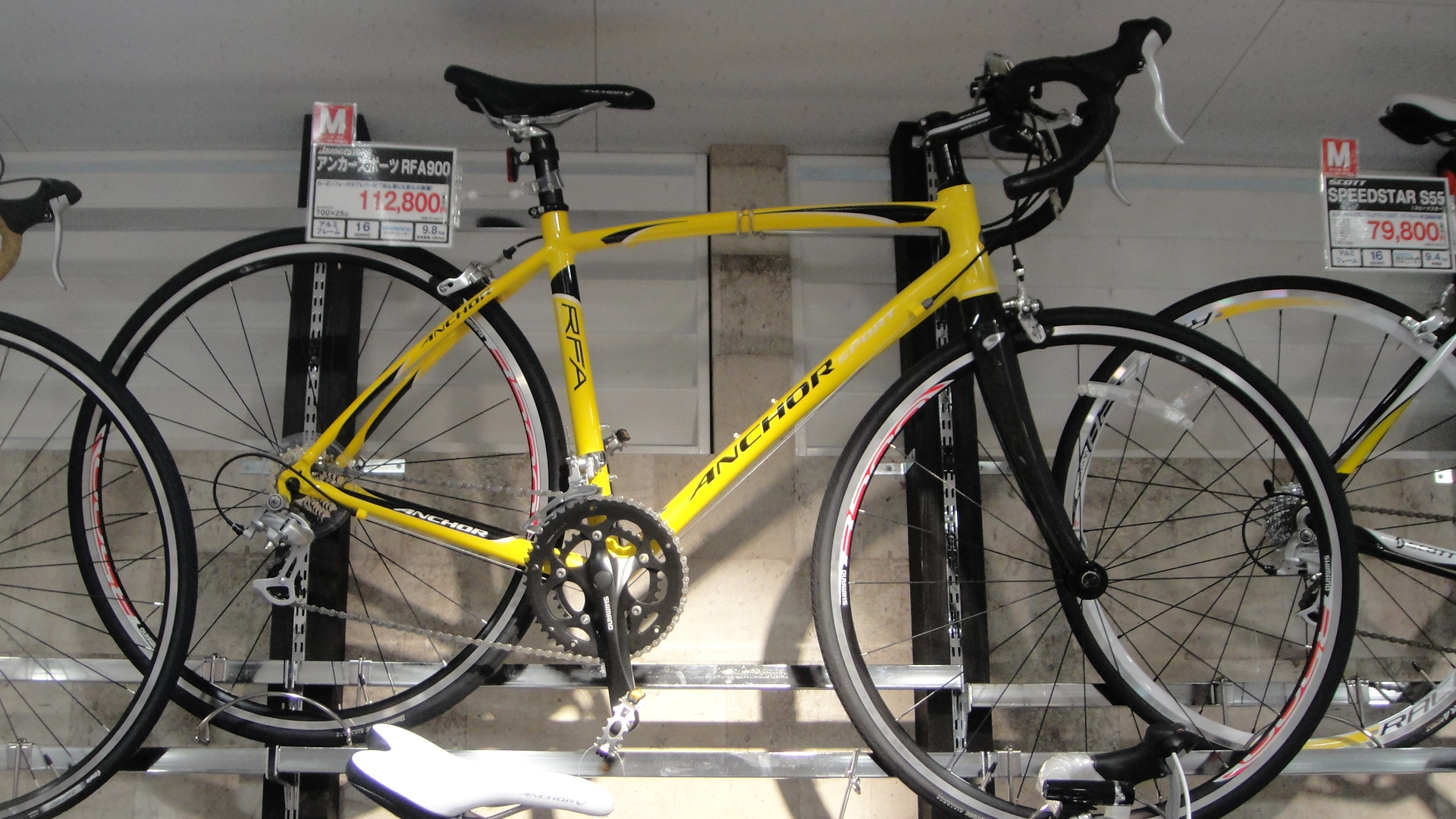
アンカー

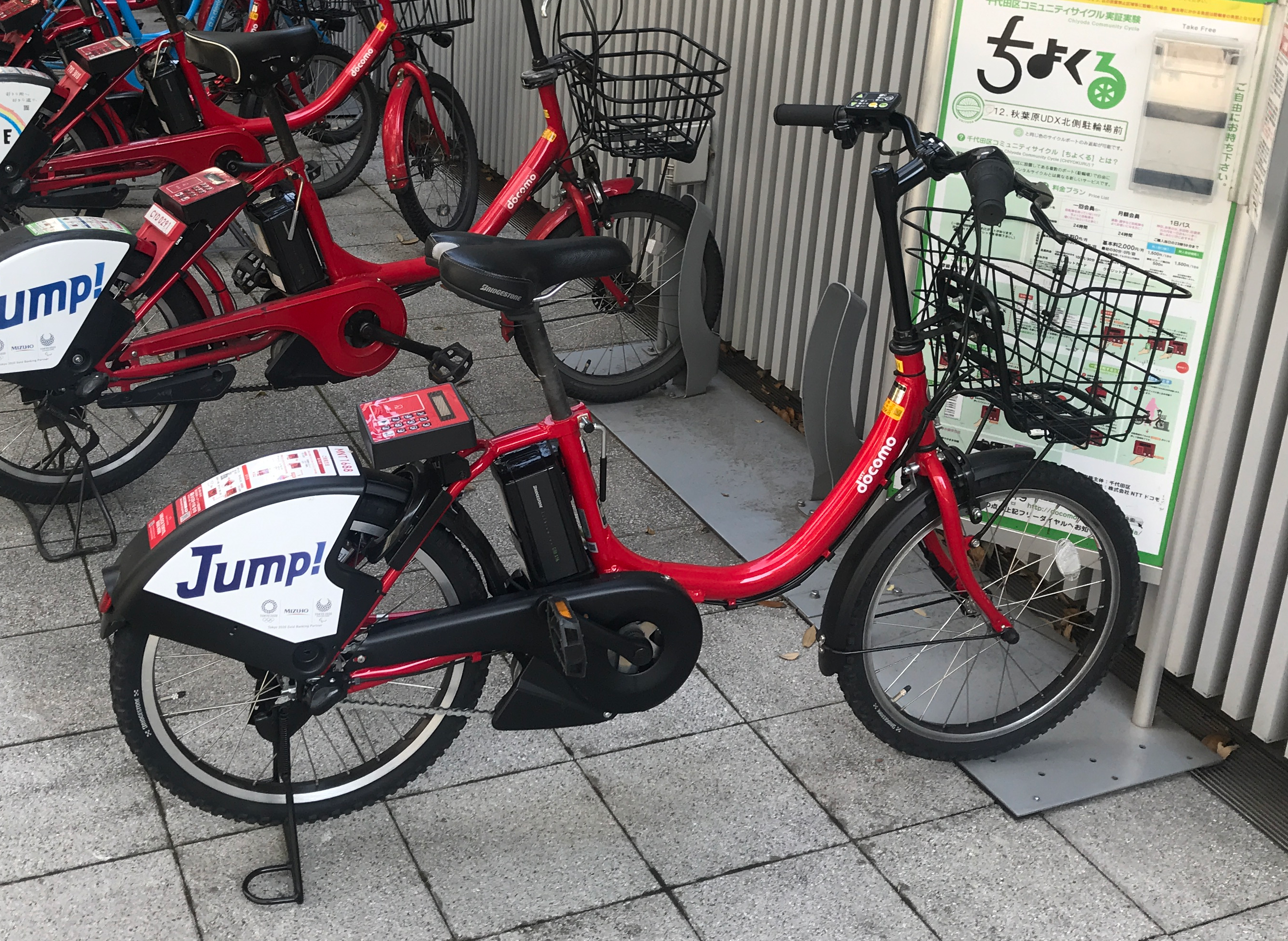
アシスタ ユニ（ドコモ・バイクシェア仕様）

- アルベルト - シティサイクルの主力販売車種。テレビCM等も行っている。
- オルディナ
- マークローザ
- HELMZ （ヘルムズ）
- ビレッタ
- アンジェリーノ - 子供乗せ自転車。
- トランジット - 締結レバーの操作によって工具なしで折り畳める折り畳み自転車。
- リアルストリーム
- ビッケ

### 以前のモデル

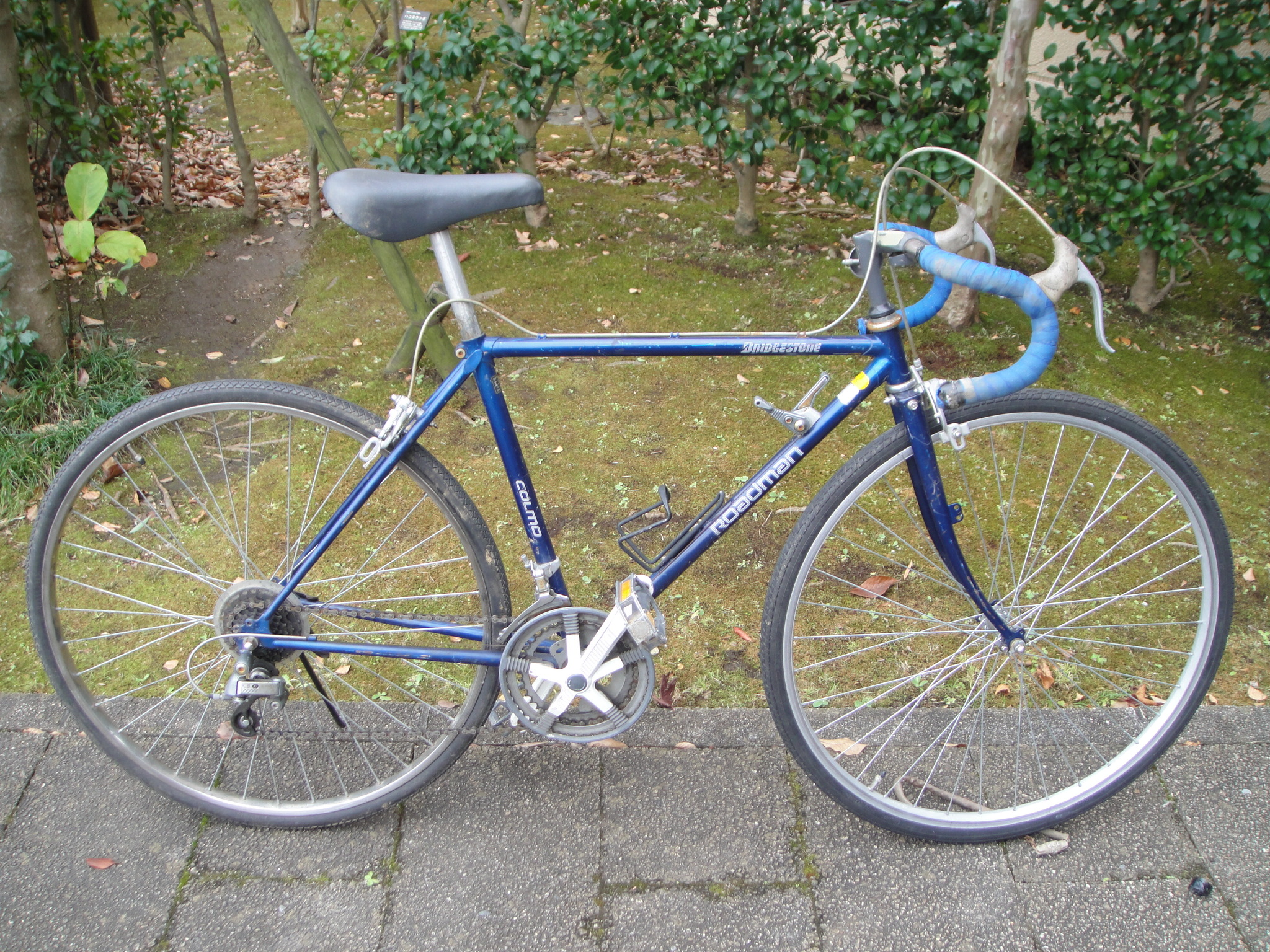
ロードマン・コルモ

- ドレミ - 以前の子供用自転車のブランド。キャラクター自転車の先駆け。男児向けには仮面ライダー、女児向けには天地真理、アグネス・チャン、サンリオキャラクターといったタイアップ商品が有名。
- ヤングウェイ - ジュニアスポーツ車。
- モンテカルロ - 上記のヤングウェイの後継にあたるジュニアスポーツ車。後輪にバンドブレーキとメカニカルディスクブレーキのそれぞれの持つ特徴を織り交ぜた「ダイネックス・ブレーキ」の採用や一部の仕様にシフトレバーのポジションのデジタル表示を可能にしスピードメーターと一体化した「コンポデジメモ」、果てはリトラクタブル・ヘッドライトなどを搭載したことでも知られる。
- カマキリ
- カルカマ
- アルミグラ
- ベルレックス
- ダイヤモンド - ブリヂストンの最高級車種。後にアトランティスと名称変更された。
- ユーラシア
- モノックス ユーラシアの廉価版
- ロードマン - ブリヂストンを代表する名車。49800円という価格でドロップハンドルを少年世代に浸透させた。
- ロードマン・スカラ - ロードマンの学生通学向け版、普通ハンドルで6速シフト。
- スプリンター - ロードマン・スカラと同タイプの廉価版
- レイダック
- トラベゾーン - ツーリング車。折り畳み機構を備えたモデルはグランテックを経て現在のトランジットへ受け継がれ、20年以上のロングセラーとなっている。
- アイバイク - i-PANEL搭載。
- ワイルドウエスト - MTB中～上位機種。
- マッドロック - ワイルドウエストの廉価版およびルック車。
- MERIDA（メリダ）現在の販売元はミヤタサイクル。
- スラッガー - MTB、ロードバイクの中級モデル。ワイルドウエスト、レイダックともこれに統合された。
- プレスティーノ - 通勤者向けのスポーツタイプ・シティサイクル。
- マリポーサ
- アビオス
- ブリヂストン・クロスロード　－　フロント3段リア6段。クロモリのダイヤモンドフレームで26インチ、27インチを展開。コンポシマノ
- スパイダー - フロント2段リア6段。24インチと26インチを展開。ロードマンよりも太いフレームに、MTBと同様の太さのロードタイヤを履く。
- スパイダー無段 - スパイダーに無段変速機を搭載したモデル。

## トラックバイク
株式会社ブリヂストンとブリヂストンサイクル株式会社が東京2020オリンピックトラック競技日本代表への機材提供を行う。UCIレギュレーションでは市販バイクであることが条件になっているので何らかの形で発売される。

## オートバイ
かつて1952年から1971年まではモペッドやオートバイを生産していたこともある。この分野では1955年にシェア30%を占めており、特に1959年発売のモペッド「ブリヂストン・チャンピオン」などが知られているが、やがてモペッドの需要が減るとの見通しから小型オートバイに軸足を移し始める。しかし1965年に同じブリヂストン系列だったプリンス自動車工業が日産に吸収合併されることが発表された時に、今後のオートバイエンジン開発に大きな影響を及ぼすと判断したことから、1966年にオートバイの国内販売を停止し、以後輸出向けの生産だけを行っていたものの、やがてそれも終了し事業を自転車のみに絞ることになった。

## 参考資料
- 『人と夢を自転車に乗せて ブリヂストンサイクルの50年』、ブリヂストンサイクル、1999年